# Uncial 047
Uncial 041 (Gregory-Aland), ε 95 (von Soden), é um manuscrito uncial grego dos quatro evangelhos, datado pela paleografia como sendo do século VIII.
Actualmente acha-se no Biblioteca da Universidade de Princeton (Μed. and Ren. Mss, Garrett 1) em Princeton.

## Descoberta
Contém 152 folhas (20.5 x 15.2 cm) dos quatro evangelhos, e foi escrito em parte em colunas duplas e em parte em cruciforme, contendo 37-38 linhas cada.

### Lacunas
Mateus 2,15-3,12; 28,10-20; Marc 5,40-6,18; 8,35-9,19; João 2,17-42; 14,7-15,1; 18,34-21,25.
Contém tabelas de κεφαλαια ("capítulos") antes dos evangelhos, as seções amonianas e os cânones eusebianos.

## Texto
O texto grego desse códice é um representante do Texto-tipo Bizantino. Aland colocou-o na Categoria V.
Ele pertence a Kx.